# Salmorth
Salmorth is een natuurgebied in de Duffelt en een ortsteil van de Duitse gemeente Kleef. Het is een schiereiland tussen het Bijlandsch Kanaal en de Griethauser Altrhein. Het gebied is 1.088 hectare groot. Op 31 december 2015 telde Salmorth 24 inwoners.
Salmorth is ontstaan na het Saale-glaciaal. De Rijn heeft hier gedurende de eeuwen enkele keren haar loop verlegd.
Ook de voormalige Nederlandse vesting Schenkenschanz ligt op het schiereiland. Tegenwoordig is dit een ortsteil van Kleef. De enige toegangsweg met een vaste brugverbinding bevindt zich bij Griethausen. Naast deze brug ligt een stalen spoorbrug van de historische spoorlijn Zevenaar - Kleef.
Direct aan de Rijn ligt het bedrijfsterrein van de Ölwerke Spyck; tegenwoordig een groothandel in levensmiddelen en zaaigoed.
Het natuurgebied Salmorth maakt deel uit van het grensoverschrijdende natuurgebied Gelderse Poort. Tot de ecologische bijzonderheden van het natuurgebied behoren wilgenvloedbossen en natte weilanden met de bijbehorende flora en fauna.
In 2021 werd de sculptuur Fraubillenkreuz van Christoph Wilmsen-Wiegmann en Felix Droese geplaatst op de dijk aan de Rijn. Deze sculptuur is onderdeel van een sculpturen-as tussen Kleef en Hoog-Elten. Deze eigentijdse menhir gaat terug op het oude Fraubillenkruis in de Eifel.
Aan de Rijn is bij zeer laag water het scheepswrak te zien van het kruitschip De Hoop, dat in januari 1895 ten gevolge van een explosie verging.

## Afbeeldingen

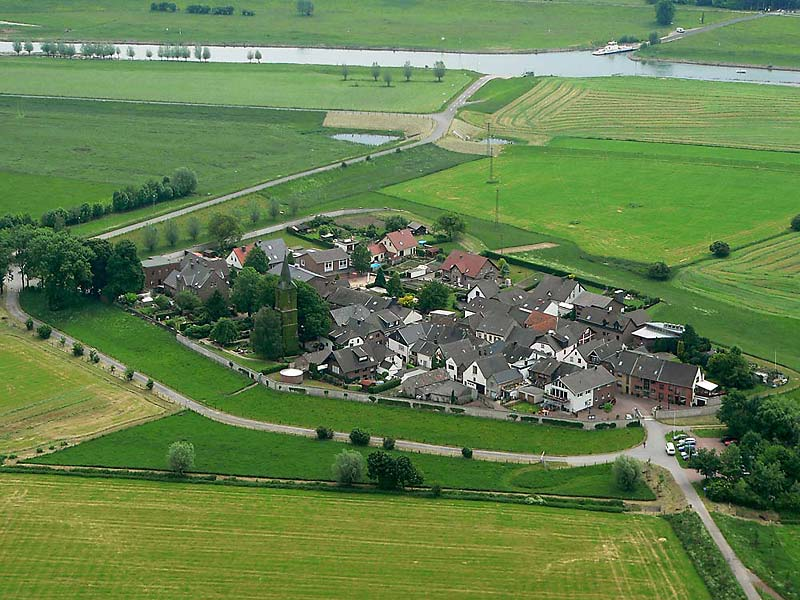
Omgeving Schenkenschanz vanuit de lucht, op de achtergrond de Griethauser Altrhein met veerpont (opgeheven in 2016)
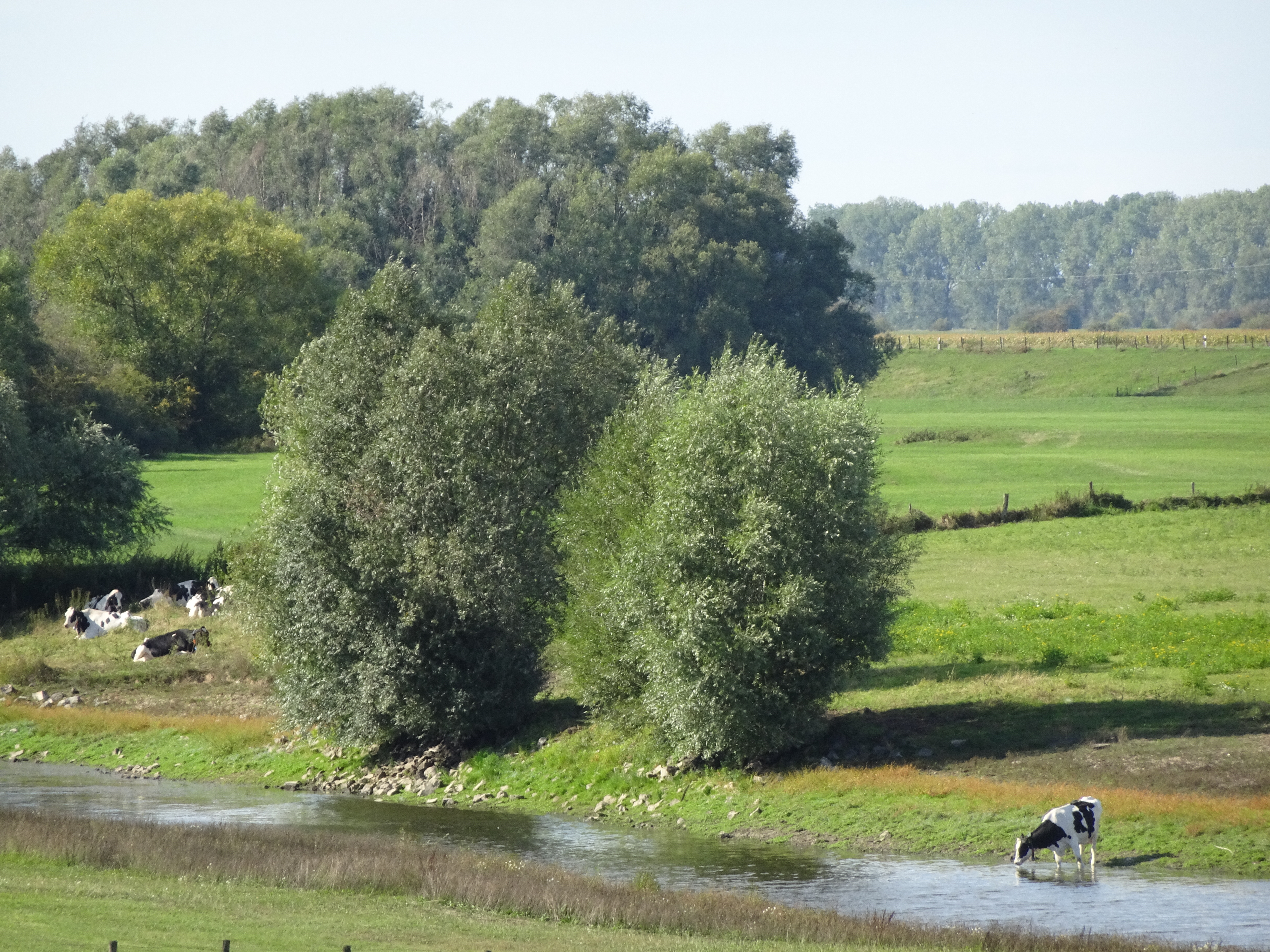
Griethauser Altrhein met blik op Salmorth
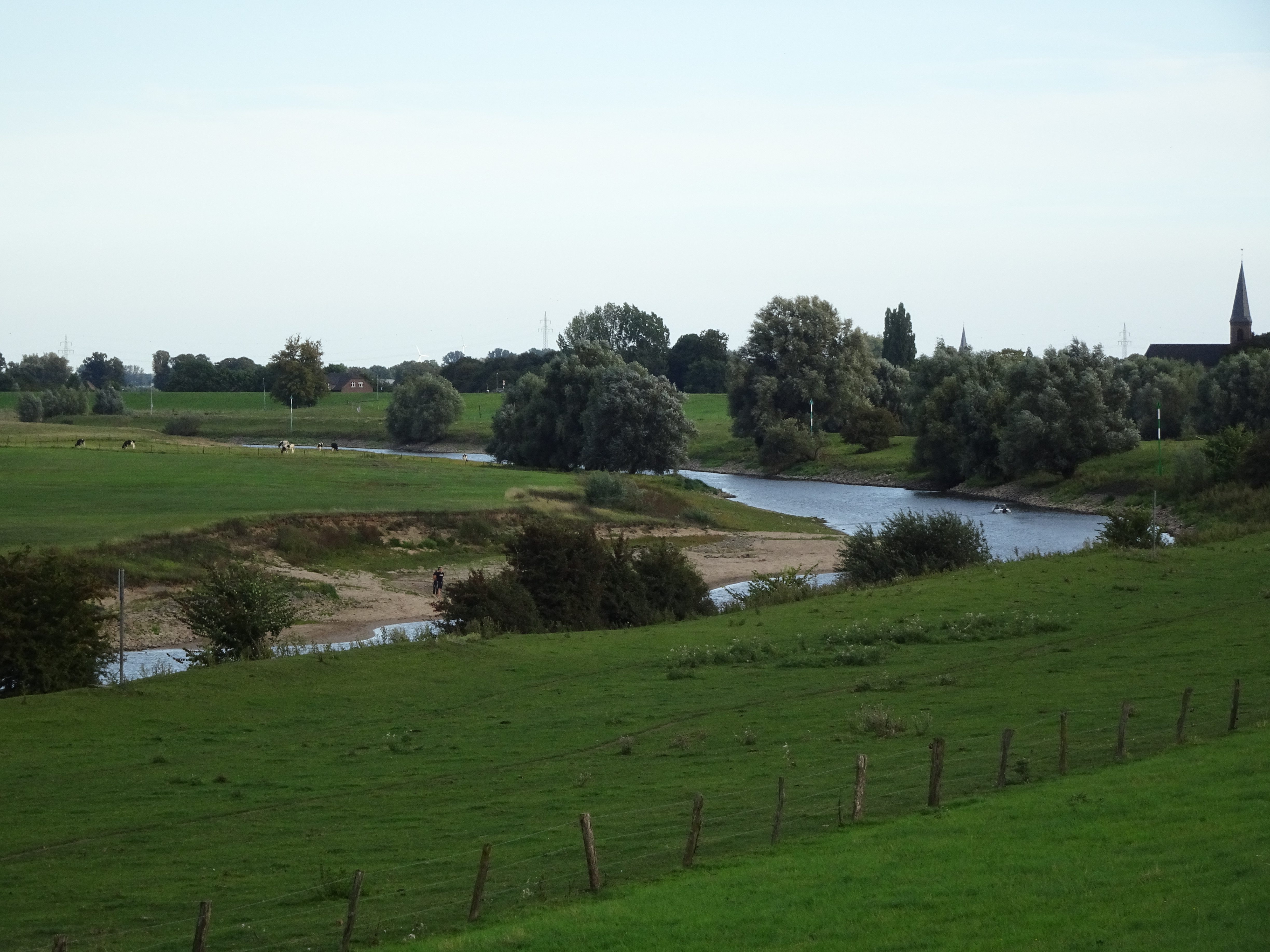
Griethauser Altrhein bij Düffelward
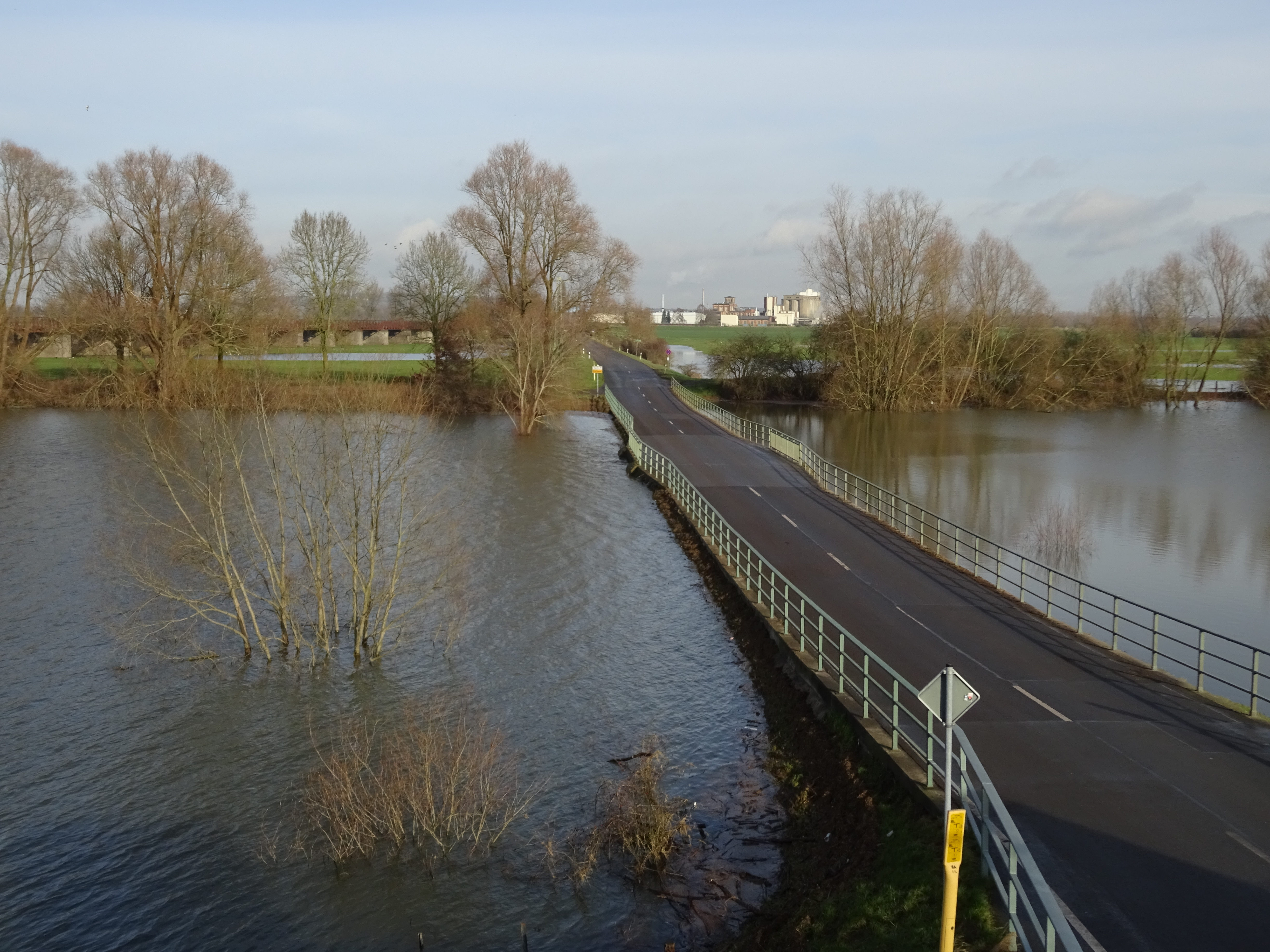
Rheinstraße Griethausen - Spyck
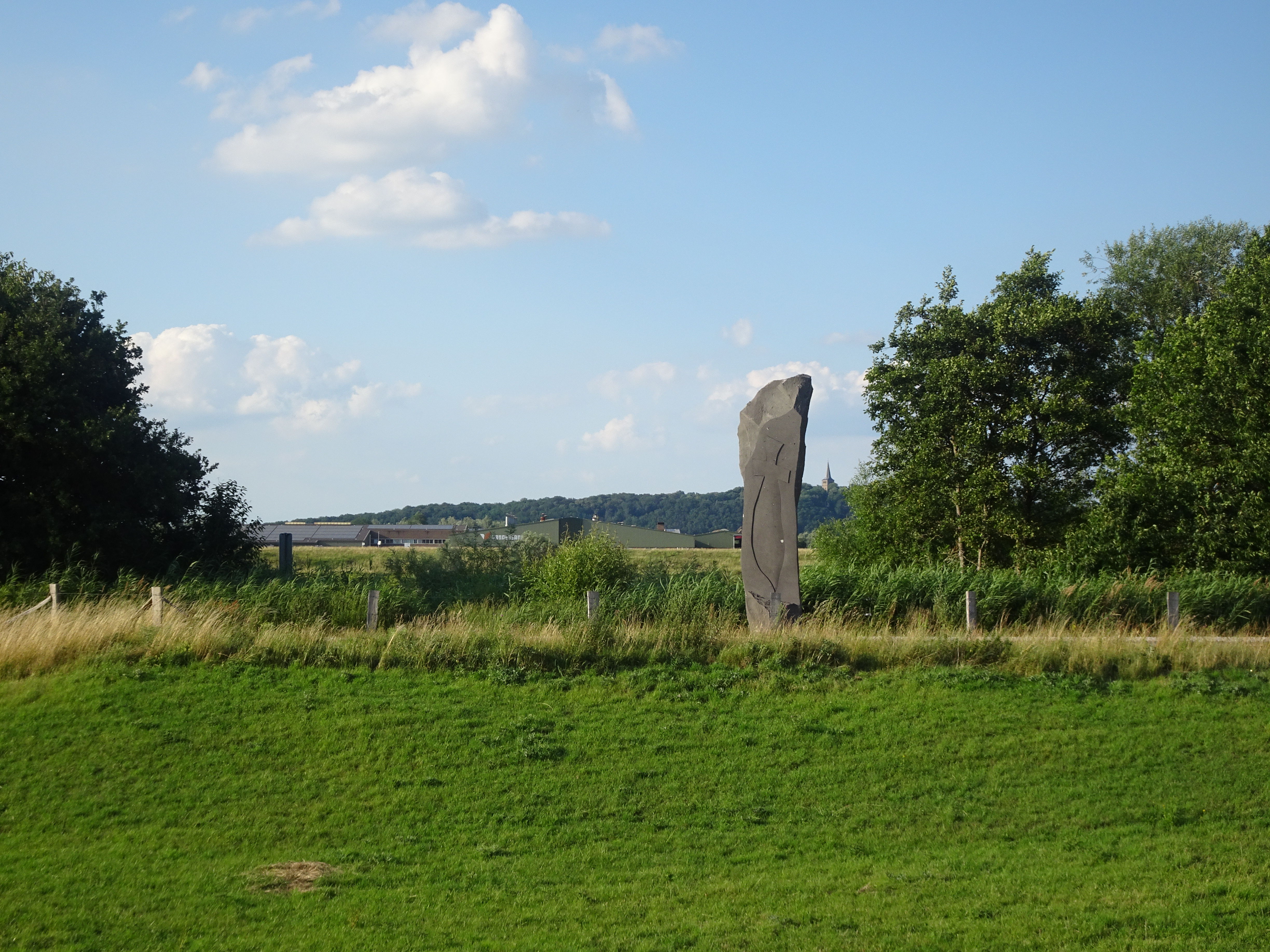
Fraubillenkreuz van Christoph Wilmsen-Wiegmann en Felix Droese
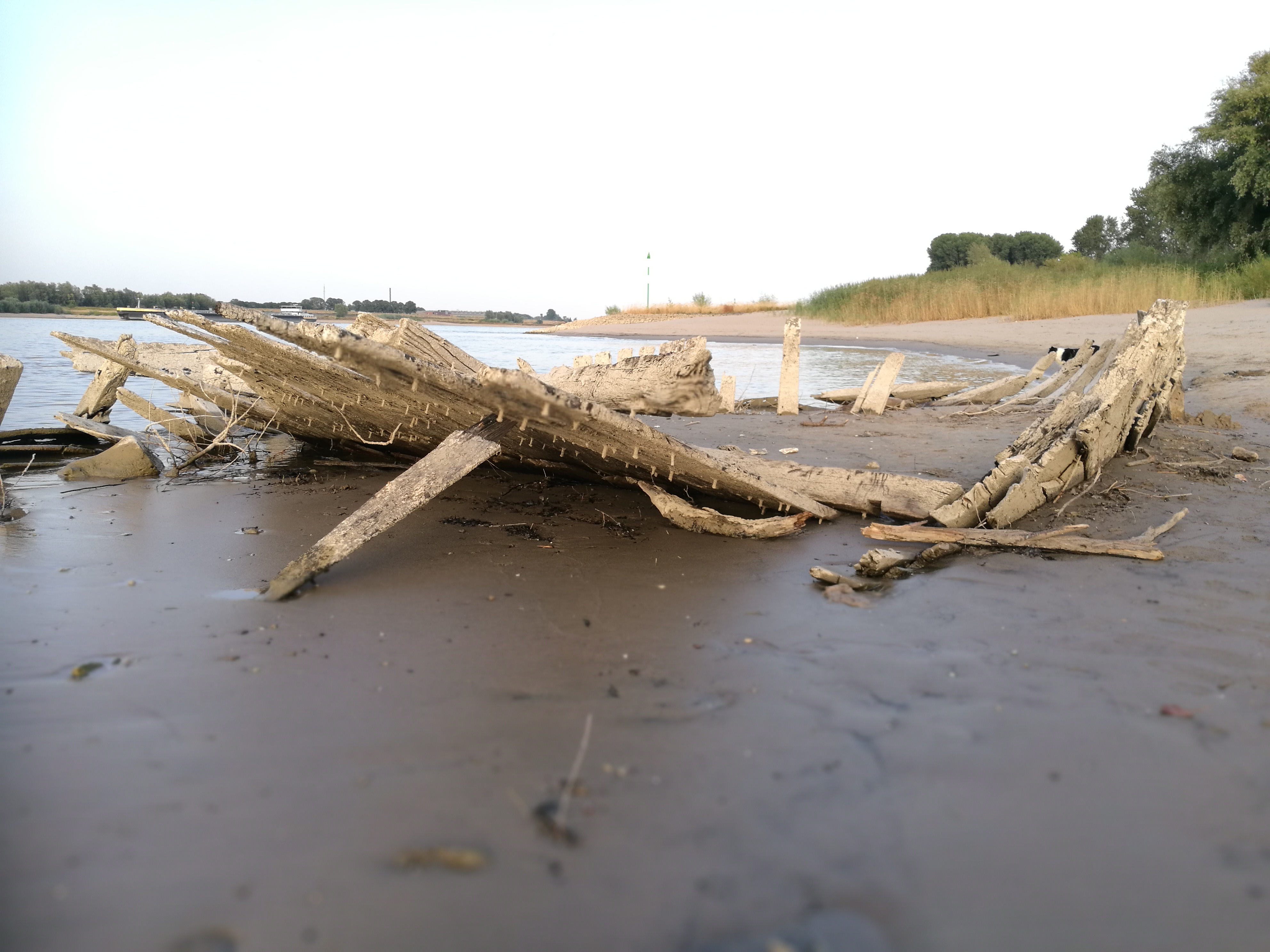
Scheepswrak van De Hoop, vergaan in 1895